# Casa al carrer Concòrdia, 10 (Agullana)
La Casa al carrer Concòrdia, 10 és una obra d'Agullana (Alt Empordà) inclosa a l'Inventari del Patrimoni Arquitectònic de Catalunya.

## Descripció
Edifici entre mitgeres de planta baixa i dos pisos, de planta rectangular i coberta aterrassada. Les dues obertures de la planta baixa són en arc rebaixat, a diferència de la resta d'obertures que són rectangulars. Aquestes obertures dels pisos superiors estan decorades amb guardapols. Tota la façana té una decoració esgrafiada que imita els carreus. Al primer pis cal destacar la balconada correguda de ferro forjat.